# Turkije op de Olympische Jeugdzomerspelen 2010
Turkije nam deel aan de Olympische Jeugdzomerspelen 2010 in Singapore, de eerste editie van de Olympische Jeugdspelen.

## Medailleoverzicht
| Sport                                                                    | Olympiër             | Discipline                    | Medaille |
| ------------------------------------------------------------------------ | -------------------- | ----------------------------- | -------- |
| Worstelen                                                                | Resul Kalayci        | vrije stijl, tot 76 kg (m)    | Goud     |
| Boksen                                                                   | Burak Aksin          | halfzwaargezwicht (-81 kg)    | Zilver   |
| Gymnastiek                                                               | Ferhat Arican        | sprong (m)                    | Zilver   |
| Worstelen                                                                | Musa Gedik           | grieks-romeins, tot 69 kg (m) | Zilver   |
| Boksen                                                                   | Umit Can Patir       | zwaargewicht (-91 kg)         | Brons    |
| Gewichtheffen                                                            | Emre Buyukunlu       | tot 62 kg (m)                 | Brons    |
| Taekwondo                                                                | Berk Sungu           | tot 63 kg (m)                 | Brons    |
| Taekwondo                                                                | Seyma Tuncer         | tot 44 kg (v)                 | Brons    |
| Voetbal                                                                  | voetbalteam          | meisjes                       | Brons    |
| Worstelen                                                                | Mehmet Ali Daylak    | vrije stijl, tot 54 kg (m)    | Brons    |
| Als lid van een gemengd landenteam (telt niet mee voor landenklassement) |                      |                               |          |
| Schermen                                                                 | Tevfik Burak Babaglu | gemengd team                  | Zilver   |
| Boogschieten                                                             | Begunhan Unsal       | gemengd team                  | Brons    |
| Judo                                                                     | Batuhan Efemgil      | gemengd team                  | Brons    |

## Deelnemers en resultaten
(m) = mannen, (v) = vrouwen 

### Atletiek
| Olympiër         | Discipline | Resultaat | Prestatie |
| ---------------- | ---------- | --------- | --------- |
| Ali Kilisli      |            |           |           |
| Toros Pilikoğlu  |            |           |           |
| Ümit Sungur      |            |           |           |
| Murat Gündüz     |            |           |           |
| Musa Tüzen       |            |           |           |
| Bahar Esin Dölek |            |           |           |

### Badminton
| Olympiër    | Discipline | Resultaat | Prestatie |
| ----------- | ---------- | --------- | --------- |
| Ebru Tunalı |            |           |           |

### Basketbal
| Olympiër | Discipline | Resultaat | Prestatie |
| -------- | ---------- | --------- | --------- |
|          | jongens    |           |           |

### Boksen
| Olympiër      | Discipline | Resultaat | Prestatie |
| ------------- | ---------- | --------- | --------- |
| Burak Akşın   |            |           |           |
| Ümitcan Patır |            |           |           |

### Boogschieten
| Olympiër     | Discipline | Resultaat | Prestatie |
| ------------ | ---------- | --------- | --------- |
| Yağız Yılmaz |            |           |           |
| Özge Tozer   |            |           |           |

### Gewichtheffen
| Olympiër       | Discipline | Resultaat | Prestatie |
| -------------- | ---------- | --------- | --------- |
| Emre Büyükünlü |            |           |           |
| Melih Akın     |            |           |           |

### Gymnastiek
| Olympiër      | Discipline | Resultaat | Prestatie |
| ------------- | ---------- | --------- | --------- |
| Ferhat Arıcan |            |           |           |

### Judo
| Olympiër        | Discipline | Resultaat | Prestatie |
| --------------- | ---------- | --------- | --------- |
| Batuhan Efemgil |            |           |           |
| Dilara İncedayı |            |           |           |

### Roeien
| Olympiër | Discipline     | Resultaat | Prestatie |
| -------- | -------------- | --------- | --------- |
|          | dubbeltwee (m) |           |           |

### Taekwondo
| Olympiër      | Discipline | Resultaat | Prestatie |
| ------------- | ---------- | --------- | --------- |
| Berkcan Süngü |            |           |           |
| Şeyma Tuncer  |            |           |           |

### Voetbal
| Olympiër | Discipline | Resultaat | Prestatie |
| -------- | ---------- | --------- | --------- |
|          | meisjes    |           |           |

### Worstelen
| Olympiër          | Discipline | Resultaat | Prestatie |
| ----------------- | ---------- | --------- | --------- |
| Mehmet Ali Daylak |            |           |           |
| Resul Kalaycı     |            |           |           |
| Musa Gedik        |            |           |           |

### Zeilen
| Olympiër     | Discipline | Resultaat | Prestatie |
| ------------ | ---------- | --------- | --------- |
| Alp Rodopman |            |           |           |
| Pınar Kaynar |            |           |           |

### Zwemmen
| Olympiër        | Discipline | Resultaat | Prestatie |
| --------------- | ---------- | --------- | --------- |
| Ediz Yıldırımer |            |           |           |
| Gizem Bozkurt   |            |           |           |

Afghanistan · Albanië · Algerije · Amerikaanse Maagdeneilanden · Amerikaans-Samoa · Andorra · Angola · Antigua en Barbuda · Argentinië · Armenië · Aruba · Australië · Azerbeidzjan · Bahama's · Bahrein · Bangladesh · Barbados · België · Belize · Benin · Bermuda · Bhutan · Bolivia · Bosnië en Herzegovina · Botswana · Brazilië · Britse Maagdeneilanden · Brunei · Bulgarije · Burkina Faso · Burundi · Cambodja · Canada · Centraal-Afrikaanse Republiek · Chili · China · Chinees Taipei · Colombia · Comoren · Congo-Brazzaville · Congo-Kinshasa · Cookeilanden · Costa Rica · Cuba · Cyprus · Denemarken · Djibouti · Dominica · Dominicaanse Republiek · Duitsland · Ecuador · Egypte · El Salvador · Equatoriaal-Guinea · Eritrea · Estland · Ethiopië · Fiji · Filipijnen · Finland · Frankrijk · Gabon · Gambia · Georgië · Ghana · Grenada · Griekenland · Groot-Brittannië · Guam · Guatemala · Guinee · Guinee‑Bissau · Guyana · Haïti · Honduras · Hongarije · Hongkong · Ierland · IJsland · India · Indonesië · Irak · Iran · Israël · Italië · Ivoorkust · Jamaica · Japan · Jemen · Jordanië · Kaaimaneilanden · Kaapverdië · Kameroen · Kazachstan · Kenia · Kirgizië · Kiribati · Koeweit · Kroatië · Laos · Lesotho · Letland · Libanon · Liberia · Libië · Liechtenstein · Litouwen · Luxemburg · Macedonië · Madagaskar · Malawi · Malediven · Maleisië · Mali · Malta · Marshalleilanden · Marokko · Mauritanië · Mauritius · Mexico · Micronesië · Moldavië · Monaco · Mongolië · Montenegro · Mozambique · Myanmar · Namibië · Nauru · Nederland · Nederlandse Antillen · Nepal · Nicaragua · Nieuw-Zeeland · Niger · Nigeria · Noord-Korea · Noorwegen · Oeganda · Oekraïne · Oezbekistan · Oman · Oostenrijk · Oost‑Timor · Pakistan · Palau · Palestina · Panama · Papoea-Nieuw-Guinea · Paraguay · Peru · Polen · Portugal · Puerto Rico · Qatar · Roemenië · Rusland · Rwanda · Saint Kitts en Nevis · Saint Lucia · Saint Vincent en Grenadines · Salomonseilanden · Samoa · San Marino · Sao Tomé en Principe · Saoedi-Arabië · Senegal · Servië · Seychellen · Sierra Leone · Singapore · Slovenië · Slowakije · Soedan · Somalië · Spanje · Sri Lanka · Suriname · Swaziland · Syrië · Tadzjikistan · Tanzania · Thailand · Togo · Tonga · Trinidad en Tobago · Tsjaad · Tsjechië · Tunesië · Turkije · Turkmenistan · Tuvalu · Uruguay · Vanuatu · Venezuela · Verenigde Arabische Emiraten · Verenigde Staten · Vietnam · Wit-Rusland · Zambia · Zimbabwe · Zuid-Afrika · Zuid-Korea · Zweden · Zwitserland